# Сборная Словакии по теннису в Кубке Билли Джин Кинг
Сборная Словакии в Кубке Федерации — женская сборная Словакии, представляющая эту страну в Кубке Федерации — основном женском командном теннисном турнире на уровне национальных сборных. Победительница турнира 2002 года.

## История
Сборная Словакии начала своё участие в Кубке Федерации в 1994 году, после распада Чехословакии на два независимых государства. Преемницей сборной Чехословакии стала команда Чехии, а словацкие теннисистки стартовали в 1-й Европейско-африканской группе, где выиграли все четыре своих матча, а в продолжение сезона обыграли в первом круге Мировой группы команду Финляндии перед тем, как уступить недавним обладательницам Кубка — немкам. Следующие четыре года словацкая команда провела во 2-й Мировой группе, а в 1998 году Карина Габшудова и Генриета Надьова в переходном матче разгромили соперниц из Бельгии и впервые пробились в 1-ю Мировую группу.
Выступления в Мировой группе продолжались с 1999 по 2004 год. В середине этого периода, в 2002 году, сборная Словакии добилась максимально возможного успеха, выиграв Кубок Федерации после побед над командами Швейцарии, Франции (с Амели Моресмо), Италии и Испании (со звёздами 90-х годов Аранчей Санчес и Кончитой Мартинес). Этого успеха добились Даниэла Гантухова и Жанетта Гусарова — две наиболее успешных теннисистки в истории команды. Однако всего через два года словацкие теннисистки выбыли сначала во 2-ю Мировую группу, а в 2005 году — и в 1-ю Европейско-африканскую группу, проиграв сначала всё тем же швейцаркам, а затем и команде Таиланда.
Возвращение во 2-ю Мировую группу состоялось уже через год, причём в стыковом матче словачки взяли убедительный реванш у таиландской сборной, одержав самую крупную победу за всё время своего участия в Кубке Федерации. В 2010 году, одержав победы над соперницами из КНР и Сербии, Даниэла Гантухова, Доминика Цибулкова и Магдалена Рыбарикова сумели вновь пробиться и в 1-ю Мировую группу. С 2015 года началась серия выступлений во II Мировой группе, при этом каждый год словацкая команда боролась либо за выход в высший дивизион, либо за право не возвращаться в региональную группу. В начале 2020-х годов, когда соревнование под новым названием Кубок Билли Джин Кинг сменило формат, команда два года подряд играла в финальной стадии турнира, каждый раз выбывая после групповых матчей.

### Участие в финалах
Победа (1)
| Год  | Место проведения      | Покрытие | Состав                    | Соперницы в финале                                 | Счёт |
| ---- | --------------------- | -------- | ------------------------- | -------------------------------------------------- | ---- |
| 2002 | Гран-Канария, Испания | Хард(i)  | Д. Гантухова, Ж. Гусарова | Испания К. Мартинес, В. Руано, А. Санчес, М. Серна | 3:1  |

Поражение (1)
| Год  | Место проведения | Покрытие | Состав                                    | Соперницы в финале                         | Счёт |
| ---- | ---------------- | -------- | ----------------------------------------- | ------------------------------------------ | ---- |
| 2024 | Малага, Испания  | Хард(i)  | В. Грунчакова, Р. Шрамкова, Т. Михаликова | Италия Л. Бронцетти, Ж. Паолини, С. Эррани | 0:2  |

## Рекорды и статистика
- Первый год участия — 1994
- Лет в Мировой группе — 27 (19—21)
- Титул — 1 (2002)
- Самая длинная серия побед — 5 (3 раза — в 1994, 2002—2003 и 2006 годах)
- Самая крупная победа — 5:0 по играм, 10:0 по сетам, 60:21 по геймам ( Словакия —  Таиланд, 2006)
- Самый длинный матч — 12 часов 27 минут ( Франция —  Словакия 3:2, 2009)
  - Наибольшее количество геймов в матче — 138 ( Франция —  Словакия 3:2, 2009)
- Самая длинная игра — 3 часа 32 минуты ( Доминика Цибулкова —  Елена Янкович 5-7 6-1 7-9, 2007)
  - Наибольшее количество геймов в игре — 44 ( Бояна Йовановски —  Яна Чепелова 7-5 5-7 9-11, 2013)
- Наибольшее количество геймов в сете — 20 ( Мариана Диас-Олива —  Карина Габшудова 6-3 2-6 9-11, 1998;  Бояна Йовановски —  Яна Чепелова 7-5 5-7 9-11, 2013;  Г. Дабровски/Ш. Фичмен —  Ж. Гусарова/А. К. Шмидлова 4-6 7-5 9-11, 2014)

- Наибольшее количество сезонов в сборной — 16 (Даниэла Гантухова)
- Наибольшее количество матчей — 32 (Даниэла Гантухова)
- Наибольшее количество игр — 58 (Даниэла Гантухова, 38—20)
- Наибольшее количество побед — 38 (Даниэла Гантухова, 38—20)
  - В одиночном разряде — 32 (Даниэла Гантухова, 32—14)
  - В парном разряде — 12 (Жанетта Гусарова, 12—6)
  - В составе одной пары — 2 (5 команд)
- Самый молодой игрок — 16 лет 64 дня (Доминика Цибулкова, 9 июля 2005)
- Самый возрастной игрок — 39 лет 319 дней (Жанетта Гусарова, 19 апреля 2014)

## Состав в 2023 году
- Виктория Грунчакова
- Тереза Мигаликова
- Анна-Каролина Шмидлова
- Рената Ямрихова

Капитан: Матей Липтак

## Недавние матчи

### Плей-офф 2023
| Словакия 3 | NTC Arena, Братислава, Словакия 10—11 ноября 2022 Хард (i) | NTC Arena, Братислава, Словакия 10—11 ноября 2022 Хард (i)                        | Аргентина 1 |     |     |            |
| \| \| \| \| 1 \| 2 \| 3 \| \| \| - \| \| --------------------------------------------------------------------------------- \| --- \| --- \| --- \| ---------- \| \| 1 \| \| Анна-Каролина Шмидлова Хулия Риера \| 5 7 \| 5 7 \| \| \| \| 2 \| \| Виктория Грунчакова Надя Подорошка \| 3 6 \| 6 3 \| 6 3 \| \| \| 3 \| \| Рената Ямрихова Надя Подорошка \| 6 1 \| 6 4 \| \| \| \| 4 \| \| Виктория Грунчакова Хулия Риера \| 3 6 \| 6 4 \| 6 4 \| \| \| 5 \| \| Виктория Грунчакова / Тереза Мигаликова Мартина Капурро Таборда / Гильермина Найя \| \| \| \| not played \| |                                                            |                                                                                   |             |     |     |            |
| |                                                            |                                                                                   | 1           | 2   | 3   |            |
| 1 | Флаг Словакии · Флаг Аргентины                             | Анна-Каролина Шмидлова Хулия Риера                                                | 5 7         | 5 7 |     |            |
| 2 | Флаг Словакии · Флаг Аргентины                             | Виктория Грунчакова Надя Подорошка                                                | 3 6         | 6 3 | 6 3 |            |
| 3 | Флаг Словакии · Флаг Аргентины                             | Рената Ямрихова Надя Подорошка                                                    | 6 1         | 6 4 |     |            |
| 4 | Флаг Словакии · Флаг Аргентины                             | Виктория Грунчакова Хулия Риера                                                   | 3 6         | 6 4 | 6 4 |            |
| 5 | Флаг Словакии · Флаг Аргентины                             | Виктория Грунчакова / Тереза Мигаликова Мартина Капурро Таборда / Гильермина Найя |             |     |     | not played |

### Квалификация Мировой группы 2023
| Словакия 2 | NTC Arena, Братислава, Словакия 14—15 апреля 2023 Хард (i) | NTC Arena, Братислава, Словакия 14—15 апреля 2023 Хард (i)                       | Италия 3 |      |     |  |
| \| \| \| \| 1 \| 2 \| 3 \| \| \| - \| \| -------------------------------------------------------------------------------- \| ------ \| ---- \| --- \| \| \| 1 \| \| Анна-Каролина Шмидлова Камила Джорджи \| 2 6 \| 3 6 \| \| \| \| 2 \| \| Виктория Грунчакова Мартина Тревизан \| 69 711 \| 3 6 \| \| \| \| 3 \| \| Анна-Каролина Шмидлова Жасмин Паолини \| 6 1 \| 4 6 \| 6 4 \| \| \| 4 \| \| Виктория Грунчакова Элизабетта Коччаретто \| 6 3 \| 7 62 \| \| \| \| 5 \| \| Виктория Грунчакова / Тереза Мигаликова Элизабетта Коччаретто / Мартина Тревизан \| 4 6 \| 6 4 \| 5 7 \| \| |                                                            |                                                                                  |          |      |     |  |
| |                                                            |                                                                                  | 1        | 2    | 3   |  |
| 1 | Флаг Словакии · Флаг Италии                                | Анна-Каролина Шмидлова Камила Джорджи                                            | 2 6      | 3 6  |     |  |
| 2 | Флаг Словакии · Флаг Италии                                | Виктория Грунчакова Мартина Тревизан                                             | 69 711   | 3 6  |     |  |
| 3 | Флаг Словакии · Флаг Италии                                | Анна-Каролина Шмидлова Жасмин Паолини                                            | 6 1      | 4 6  | 6 4 |  |
| 4 | Флаг Словакии · Флаг Италии                                | Виктория Грунчакова Элизабетта Коччаретто                                        | 6 3      | 7 62 |     |  |
| 5 | Флаг Словакии · Флаг Италии                                | Виктория Грунчакова / Тереза Мигаликова Элизабетта Коччаретто / Мартина Тревизан | 4 6      | 6 4  | 5 7 |  |